# 新政局懇談会
新政局懇談会（しんせいきょくこんだんかい）は、かつて民主党に存在していたグループ。通称、横路グループ。

## 概説
2001年12月25日に民主党内の最左派のグループとして発足した。旧社会党出身者を中心とし、旧社会党グループとも呼ばれる。
国のかたち研究会（菅グループ）やリベラルの会（近藤グループ）とは同一歩調を取ることが多かったほか、小沢グループとは国連待機軍構想など安全保障政策で一致を見たり、参議院議員団の重鎮である輿石東が小沢一郎との信頼関係を構築したりするなどして協調することもあったが、その他の保守系グループとは対立することが少なくなかった。
党内では保守系グループと比べてマスコミ出演も少なく、メンバーのスキャンダルが相次ぐなど存在感を発揮できない時期が続き、長らく退潮傾向にあるとされてきた。2012年に赤松広隆がサンクチュアリを結成し、以降はそちらが旧社会党グループと呼ばれるようになった。

## 沿革
1998年4月に旧民主党に民政党や新党友愛など旧新進党系の政党が合流して民主党が発足した際、党の右傾化に危機感を抱いた横路孝弘を中心に立ち上げられた勉強会「政局懇談会」を前身とする。
2001年12月25日、旧社会党出身者や旧総評系労組出身者を中心に、大橋巨泉ら非労組出身の左派系議員もメンバーに加え、横路を会長、赤松広隆・鉢呂吉雄・斎藤勁・巨泉らを世話人として「新政局懇談会」として政策グループ化することを決めた。
2005年9月の第44回衆議院議員総選挙ではメンバーの多くが落選して打撃を受けた。9月の代表選では他の党内グループの多くが自主投票とする中、グループとして菅直人支持を表明したが、菅は前原誠司に敗れた。
2006年4月の代表選では小沢一郎を支持し、小沢が代表に選出された。6月には輿石東が参議院議員会長に選出され、9月の党役員人事では鉢呂が選挙対策委員長に就任した。2007年7月の第21回参議院議員通常選挙では多くの労組系候補が当選し、8月の党役員人事では輿石が代表代行、赤松が選挙対策委員長に就任するなど、党内勢力は拡大した。
2009年5月の代表選では大半が鳩山由紀夫を支持し、鳩山が代表に選出された。8月の第45回衆議院議員総選挙後、国会では会長の横路が衆議院議長に就任、政権交代後の内閣人事では赤松が農林水産大臣、千葉景子が法務大臣として初入閣、党役員人事では輿石が幹事長職務代行、高嶋良充が筆頭副幹事長に就任するなど、主流派の一つとなった。
2010年6月2日に鳩山が辞意を表明すると、続く6月の代表選では6月3日に菅支持を決定し、菅が代表に選出された。その後の内閣人事では宮崎県における口蹄疫問題での対応を批判されていた赤松が再任を辞退した。7月の第22回参議院議員通常選挙では高嶋らベテランが引退する一方、現職閣僚の千葉を含む多くのメンバーが落選して打撃を受けた。
9月の代表選では赤松や輿石が小沢陣営につき、鉢呂が菅陣営につくなど、分裂状態となった。菅再選後の内閣改造では松本龍が環境大臣、岡崎トミ子が国家公安委員会委員長として初入閣し、党役員人事では鉢呂が国会対策委員長に就任したが、松本は東日本大震災被災地での言動を批判されて2011年7月に辞任した。
2011年8月26日に菅が辞意を表明すると、続く8月の代表選では自主投票の方向となり、赤松が海江田万里の陣営の選挙対策本部長に就任するなど、一部が海江田の支援に回ったが、決選投票で逆転勝利した野田佳彦が代表に選出された。その後の内閣人事では鉢呂が経済産業大臣として初入閣し、党役員人事では輿石が幹事長に就任したが、鉢呂は被災地での言動を批判されて就任後9日で辞任した。2012年6月の内閣改造では郡司彰が農林水産大臣として初入閣した。
2012年9月の代表選では赤松が出馬したが、再選を目指す野田が圧勝し、その後の党役員人事では鉢呂が選挙対策委員長に就任した。これ以降、赤松が率いるサンクチュアリ（赤松グループ）が「旧社会党系グループ」と呼ばれるようになった。2015年1月の代表選の際の報道の中には、横路が自由投票と述べたことに関連して「北海道グループ」という呼称を用いるものもあった。横路の政界引退後、メンバーはサンクチュアリに引き継がれている。

## 所属していた国会議員一覧

### 衆議院議員
立憲民主党
- 山花郁夫[注 1]（5回、東京22区）

### 参議院議員
立憲民主党
- 水岡俊一[注 2]（4回、比例区）
- 吉川沙織[注 2][注 3]（4回、比例区）

国民民主党
- 川合孝典[注 4]（3回、比例区）

### 元衆議院議員
立憲民主党
- 赤松広隆[注 2][注 1]（10回、愛知5区）
- 横光克彦[注 1]（7回、比例九州・大分3区）
- 小林守（4回、比例北関東・栃木2区）
- 佐々木隆博[注 2][注 1]（4回、北海道6区）
- 田並胤明（4回、比例北関東・埼玉12区）
- 武内則男[注 1]（1回・参院1回、比例四国）

民進党
- 横路孝弘[注 2]（12回、北海道1区）
- 松本龍（7回、福岡1区）
- 五島正規（6回、比例四国・高知1区）
- 金田誠一（5回、北海道8区）
- 佐々木秀典（5回、比例北海道・北海道6区）
- 中沢健次（4回、比例北海道）
- 山元勉（4回、比例近畿）
- 大出彰（2回、比例南関東・神奈川2区）
- 葉山峻（2回、比例南関東）
- 斎藤勁（1回・参院2回、比例南関東）

無所属
- 佐藤観樹[注 5]（11回、比例東海・愛知10区）
- 土肥隆一[注 6]（7回、兵庫3区）
- 筒井信隆（5回、新潟6区）
- 郡和子[注 2][注 7]（4回、比例東北・宮城1区）
- 桑原豊[注 8]（2回、比例北陸信越・石川1区）

### 元参議院議員
立憲民主党
- 郡司彰[注 2][注 9]（4回、茨城県）
- 神本美恵子[注 2][注 3]（3回、比例区）
- 輿石東[注 2]（3回、山梨県）
- 角田義一（3回、群馬県）
- 那谷屋正義[注 2][注 3]（3回、比例区）
- 相原久美子[注 2][注 3]（2回、比例区）
- 鉢呂吉雄[注 3]（1回・衆院7回、北海道）

国民民主党
- 高嶋良充（2回、比例区）

民進党
- 久保亘（4回、鹿児島県）
- 千葉景子（4回、神奈川県）
- 本岡昭次（4回、兵庫県）
- 岡崎トミ子（3回・衆院2回、宮城県）
- 菅野久光（3回、北海道）
- 峰崎直樹（3回、北海道）
- 加藤敏幸[注 2]（2回、比例区）
- 川橋幸子（2回、比例区）
- 佐藤泰介（2回・衆院2回、愛知県）
- 谷博之（2回、栃木県）
- 津田弥太郎[注 2]（2回、比例区）
- 内藤正光（2回、比例区）
- 藁科満治（2回、比例区）
- 今野東（1回・衆院2回、比例区）
- 松岡徹（1回、比例区）

無所属・その他
- 山下八洲夫（2回・衆院4回、岐阜県）
- 大橋巨泉[注 10]（1回、比例区）
- 富岡由紀夫（1回、群馬県）